# Christopher Binnie
Pour les articles homonymes, voir Binnie.
Christopher Binnie, né le 26 janvier 1989 à Kingston, est un joueur professionnel de squash représentant la Jamaïque. Il atteint en janvier 2018 la 65e place mondiale sur le circuit international, son meilleur classement.

## Biographie
Chris Binnie est né et a grandi à Kingston, en Jamaïque. Il commence à jouer au squash à un très jeune âge et  gravit rapidement les échelons en Jamaïque. Peu de temps après, il a commencé à participer à des compétitions internationales sur le circuit junior, voyageant partout dans le monde, avec de nombreux succès en cours de route.
En 2012, Christopher Binnie obtient un bachelor en sciences économiques et environnementales du Trinity College.
En 2017, il se qualifie pour le tableau principal du championnat du monde 2017 où il s'incline au premier tour face à Joel Makin.

## Palmarès

### Titres
- Championnats des Caraïbes : 10 titres (2009, 2011, 2012, 2013, 2014, 2015, 2016, 2017, 2019, 2022)
- Championnats de Jamaïque : 9 titres (2011-2019)[2]